# Santa Lucía en Septisolio (título cardenalicio)
El título cardenalicio de Santa Lucía en Septisolio (o en septem soliis o en septem viis) es una de las 7 diaconías originales. La iglesia en la que residía el título fue construida entre el circo Máximo y el Septizodium. Fue suprimido en 1587 por Sixto V. El cardenal César Baronio fue muy crítico con la destrucción de la iglesia, quedando plasmado en su obra Annales ecclesiastici.

## Titulares
- Gregorio, O.S.B. (1088)
- Gregorio Caetani (1099 - prima de 1116)
- Giovanni (circa 1115 - circa 1120)
- Gerardo (1120 - 1122)
- Gregorio (1122 - circa 1130)
- Silvano (o Sylvino) (1130 - circa 1142)
- Rodolfo (17 de diciembre de 1143 - 1159)
- Romano (febbraio 1159 - ?)
- Leone Brancaleone, Canónigos Regulares de San Frediano de Luca (1200 - 1202)
- Pelagio Galvani (o Paio Galvão), O.S.B. (1205 - 1210)
- Angelo d'Anna de Sommariva, O.S.B. Cam. (enero 1385 - mayo 1396)
- Vacante
- Juan de Carvajal (30 de diciembre de 1446 ? - 26 de octubre de 1461); in commendam (26 de octubre de 1461 - 6 de diciembre de 1469)
- Giovanni Michiel (22 de noviembre de 1468 - 1470)
- Federico Jagellón (23 de septiembre de 1493 - 13 de marzo de 1503)
- Niccolò Fieschi (12 de junio de 1503 - 5 de octubre de 1506)
- René de Prie, título pro hac vice (17 de mayo de 1507 - 7 de noviembre de 1509)
- Vacante (1509 - 1525)
- Alfonso de Portugal (6 de julio de 1525 - 13 de agosto de 1535
- Vacante (1535 - 1557)
- Giovanni Battista Consiglieri (24 de marzo de 1557 - 16 de diciembre de 1558)
- Vacante (1558 - 1565)
- Francesco Alciati (15 de mayo de 1565 - 3 de junio de 1565)
- Francesco Crasso, título pro hac vice (8 de febrero de 1566 - 6 de marzo de 1566)
- Vacante (1566 - 1587)
- Diaconía suprimida en 1587